# Cáceres (Spanien)
Cáceres (spanisch; extremadurisch Caçris; Fala Cáciris) ist mit 96.441 Einwohnern (Stand: 2024) die Hauptstadt der Provinz Cáceres in der Autonomen Region Extremadura im Südwesten Spaniens. Die an einer antiken Militär- und Handelsstraße (Via de la Plata), die im Mittelalter auch als Pilgerweg nach Santiago de Compostela genutzt wurde, gelegene Altstadt von Cáceres gehört seit dem Jahr 1986 zum UNESCO-Welterbe; ihr Umland ist bekannt für seine ausgedehnten beweideten Eichenhaine (dehesas).

## Lage und Klima
Cáceres liegt in einem von Bächen (arroyos) durchzogenen Gebiet ca. 25 km (Luftlinie) südlich des Tajo in einer Höhe von ca. 459 m. Nächstgelegene Großstadt ist Badajoz (ca. 93 km Fahrtstrecke südwestlich, unmittelbar an der Grenze zu Portugal); die spanische Hauptstadt Madrid ist ca. 300 km in nordöstlicher Richtung entfernt. Das Klima in Cáceres ist meist gemäßigt bis warm; Regen (ca. 550 mm/Jahr) fällt überwiegend im Winterhalbjahr.

## Bevölkerungsentwicklung
| Jahr      | 1857   | 1900   | 1950   | 2000   | 2021   |
| Einwohner | 14.795 | 16.933 | 45.429 | 82.235 | 95.418 |

Der deutliche Bevölkerungszuwachs der Stadt seit Beginn des 20. Jahrhunderts ist im Wesentlichen auf die Zuwanderung von Menschen aus den ländlichen Gebieten der Umgebung zurückzuführen.

## Wirtschaft
Cáceres war seit Jahrhunderten das merkantile und dienstleistungsmäßige Zentrum einer Vielzahl von Dörfern. Auf ausgedehnten, von Kork- und Steineichen bewachsenen Weiden (dehesas) werden seit Jahrhunderten Schweine gezüchtet, deren Schinken (Jamón Ibérico) zu den bedeutendsten Produkten der spanischen Landwirtschaft zählen. Außerdem lässt sich aus den Eicheln ein süßer Likör (licor de bellota) herstellen.
Seit den 1990er Jahren gibt es in den Außenbezirken der Stadt fünf Gewerbegebiete, in denen sich Handwerksbetriebe aller Sparten, aber auch Manufakturen und kleinere Industriebetriebe angesiedelt haben.
Auf beiden Seiten der spanisch-portugiesischen Grenze sind mit Stand Januar 2022 Lithium-Vorkommen erkundet, die wohl zu den größten Europas gehören. Das australische Unternehmen Infinity Lithium will nahe südöstlich bei und nördlich von Cáceres mit einem spanischen Partner Lithiummineral fördern und verarbeiten.

## Geschichte
Die Stadt geht zurück auf die etwa 2,5 km nordöstlich von Cáceres liegende römische Festungsanlage Castra Caecilia, die 79 v. Chr. von Caecilius Metellus Pius angelegt wurde. Eine keltiberische Ansiedlung, die etwa 35 v. Chr. vom römischen Prokonsul Gaius Norbanus Flaccus unter dem Namen Colonia Norbensis Caesarina als Stadt neu gegründet wurde, wird ebenfalls in der Umgebung von Cáceres lokalisiert. Ausgegraben wurde die spätrömische bzw. westgotische Nekropole von Arroyo de la Luz aus dem 4. bis 7. Jahrhundert. Im 6. Jahrhundert wurden große Teile der Stadt durch die einfallenden Westgoten zerstört und erst später von den Mauren wieder aufgebaut. Im Jahr 1139 gelang dem König Ferdinand II. von León die Eroberung der Stadt. Doch bereits im Jahr 1165 wurde die Stadt von Geraldo dem Furchtlosen, einem portugiesischen Abenteurer, genommen, der sich ein unabhängiges Fürstentum in Extremadura schuf, aber mit Gewalt enteignet wurde. Da sich das Königreich nicht in der Lage sah, die Verteidigung zu organisieren, wurde die Stadt dem neu gegründeten Santiagoorden übergeben. Bereits 1179 musste die Stadt wieder aufgegeben werden und erst Alfons IX. gelang es im Jahr 1229 endgültig, die Stadt für das Königreich León einzunehmen.
Nachdem im 15. Jahrhundert Isabella I. von Kastilien den Streit mit Johanna von Kastilien um die Thronfolge in Kastilien gewonnen hatte, ordnete sie an, alle Türme der Häuser, deren Besitzer sie nicht unterstützt hatten, abzureißen. Dadurch wurde Cáceres stark in Mitleidenschaft gezogen, nur zwei Paläste blieben unversehrt. Noch heute trägt Cáceres den Beinamen „Enthauptete Hauptstadt“.
In das nahegelegene Kloster von Yuste zog sich Kaiser Karl V. nach seiner Abdankung (Oktober 1555) zurück und verstarb dort am 21. September 1558 an den Folgen der Malaria.
Noch zu Beginn der 1930er Jahre gab es in Cáceres kein fließendes Leitungswasser. Typhus war weit verbreitet.

### Unter Franco
Im Spanischen Bürgerkrieg unterstützten die Streitkräfte von Cáceres den Militärputsch vom 17. Juli 1936. Nach der Machtübernahme mobilisierten die putschenden Militärs in Cáceres rund 1000 Anhänger und begannen sofort mit der Besetzung der wichtigsten Orte in der Umgebung sowie der Besetzung von wichtigen strategischen Punkten an der Grenze zu Portugal. Die Unterdrückung durch die putschenden Militärs in Cáceres begann sofort. Mehr als 600 Bürger der Stadt wurden von den putschenden Militärs erschossen. Getötet wurden unter anderen der Regisseur Pedro Montero Rubio, der Bürgermeister von Cáceres, Antonio Canales Gonzalez, der Bürgermeister von Gallows, Maximo Calvo Cano und der Präsident der Provinzregierung von Cáceres, Ramon Gonzalez Cid. Die Liquidierungen fanden in der Innenstadt von Cáceres statt. Der erfolgreiche Aufstand der putschenden Militärs in Cáceres erleichterte in den kommenden Monaten die Eroberung der Städte Mérida und Badajoz. Am 26. August 1936 verlegte General Francisco Franco, der Befehlshaber über die Spanische Legion, sein Hauptquartier nach Cáceres.
In der Kaserne von Cáceres erfolgte auch die militärische Grundausbildung von insgesamt 700 irischen Freiwilligen der Irischen Brigade. Nach der militärischen Ausbildung in Cáceres wurde die Irische Brigade ein Teil des XV Bandera Irlandesa del Terico der Spanischen Legion. Mit ihrer Stärke war die Irische Brigade die größte ausländische Einheit in der Spanischen Legion. Unter dem Kommando des Sergeanten Lee wurden im August 1936 nach der Schlacht von Badajoz Augenzeugenberichten zufolge durch die Irische Brigade in Kooperation mit der Guardia Civil republikanische Soldaten liquidiert. Des Weiteren seien auf dem Gelände der Kaserne über mehrere Tage republikanische Gefangene durch die Guardia Civil erschossen worden.
Nach einem Ersuchen um militärische Hilfe von Franco bei Hitler trafen deutsche Panzer des Modells Panzerkampfwagen I über Sevilla in Cáceres ein. Nach der Lieferung der deutschen Panzer erfolgte zudem über mehrere Monate durch den deutschen Oberst Wilhelm von Thoma der Legion Condor ein Fahrertraining. Nach den Fahrtrainings wurde die Panzereinheit nach Cubas de la Sagra, einen ca. 30 km südlich von Madrid am Fluss Jarama gelegenen Ort verlegt. Die Verlegung der irischen Brigade erfolgte während der Schlacht am Jarama am 17. Februar 1937 nach Ciempozuelos, einem Ort 5 km südlich von Cubas de la Sagra am Fluss Jarama.
Bis zur Schlacht von Jarama befand sich das Hauptquartier Francos in Cáceres. Des Weiteren befand sich in Cáceres der Militärflugplatz Aeródromo de Cáceres, der auch von der Legion Condor als Stützpunkt benutzt wurde. Am 23. Juli 1937 wurde Cáceres durch fünf republikanische Flugzeuge des sowjetischen Typs Tupolew bombardiert. Bei dem Luftangriff auf Cáceres wurden mehrere Gebäude betroffen. Zudem wurden 35 Bürger der Stadt getötet.

### Nach der Franco-Ära
Ab Mitte der 1990er Jahre bis 2002 fand jeden Sonnabend auf dem Platz vor der Altstadt eine nicht organisierte Freiluftparty, ein sogenannter Botellón statt, an dem teilweise bis zu 5000 Jugendliche teilnahmen. Nachdem sich die Botellón-Partys hier wie in anderen spanischen Städten wegen Lärmbelästigung, Verschmutzung und teilweise Ausschreitungen zu einem massiven Problem entwickelt hatten, wurden sie 2002 landesweit verboten.

### Aeródromo de Cáceres
Wenige Kilometer südlich an der Straße N-630 in Richtung Mérida lag früher der Militärflugplatz Aeródromo de Cáceres. Er befand sich auf halbem Weg zwischen den Städten Valdesalor und Aldea del Cano. Durch die Ausweisung eines Vogelschutzgebietes (ZEPA) sowie des Jakobsweges Aldea del Cano wurde der Flughafen im Jahre 2005 aufgegeben.
Der Flughafen verfügte über keine befestigten Pisten. Während des Bürgerkrieges wurde er bereits zu Kriegsbeginn von den Luftstreitkräften der putschenden Militärs genutzt. Die Legion Condor nutzte diesen Platz nur gelegentlich, erstmals Anfang September 1936 vor Beginn der offiziellen Aufstellung der Legion Condor sowie durch die im August 1936 aufgestellte 4. Staffel der Jagdgruppe 88. Nach dem Ende des Krieges nutzte das Ejercito del Aire den Flugplatz weiter, mit dem Beginn des Jet-Zeitalters verloren die Militärs das Interesse an dem Standort und gaben ihn Ende der 1970er Jahre endgültig auf. Ultraleichtflieger des örtlichen Flugsportvereins nutzten den Platz einige Jahre. Heute dient das Gelände der Naherholung.

## Kultur

### Sehenswürdigkeiten
Die Altstadt von Cáceres wurde im Jahr 1986 zum UNESCO-Welterbe erklärt. Die Altstadt wird durch eine Mauer in zwei Zonen abgegrenzt: innerhalb und außerhalb der Mauer. Der Teil innerhalb der Mauern (intramuros) ist derjenige, der als historische Altstadt bekannt ist (Ciudad Monumental oder Parte Antigua). Seit dem Mittelalter ist die Stadt in vier Pfarreien aufgeteilt: Santa María, San Mateo, Santiago und San Juan, die die Struktur der Stadt prägen. Die beiden ersteren befinden sich innerhalb der Stadtmauern, die beiden letzteren außerhalb (extramusos). Der Großteil der historischen Gebäude in Cáceres befindet sich innerhalb der Stadtmauern und ist in verschiedene Zonen eingeteilt.
Das Viertel Santa María hat sich um zwei Plätze formiert – die Plaza de Santa María und die Plaza de los Golfines. Die Konkathedrale Santa María, um die sich eine Reihe von Palästen, Villen und Adelshäuser gruppiert, stellt einen bedeutenden Teil des Viertels dar. Der Palacio der Carvajal mit seinen Innenräumen, Innenhof und Garten kann besichtigt werden.
Weitere Sehenswürdigkeiten sind:
- Die Altstadt von Cáceres (UNESCO-Welterbe seit 1986).
- Die Casa Museo Guayasamín ist als bislang einziges Museum Europas dem Werk des ecuadorianischen Malers Osvaldo Guayasamín gewidmet.
- Die am höchsten Punkt der Altstadt in Fels gehauene Zisterne (Aljibe Andalusí) stammt aus der Zeit der arabischen Besetzung. Sie ist heute ein Teil des Museo de Cáceres im Palacio de las Veletas.

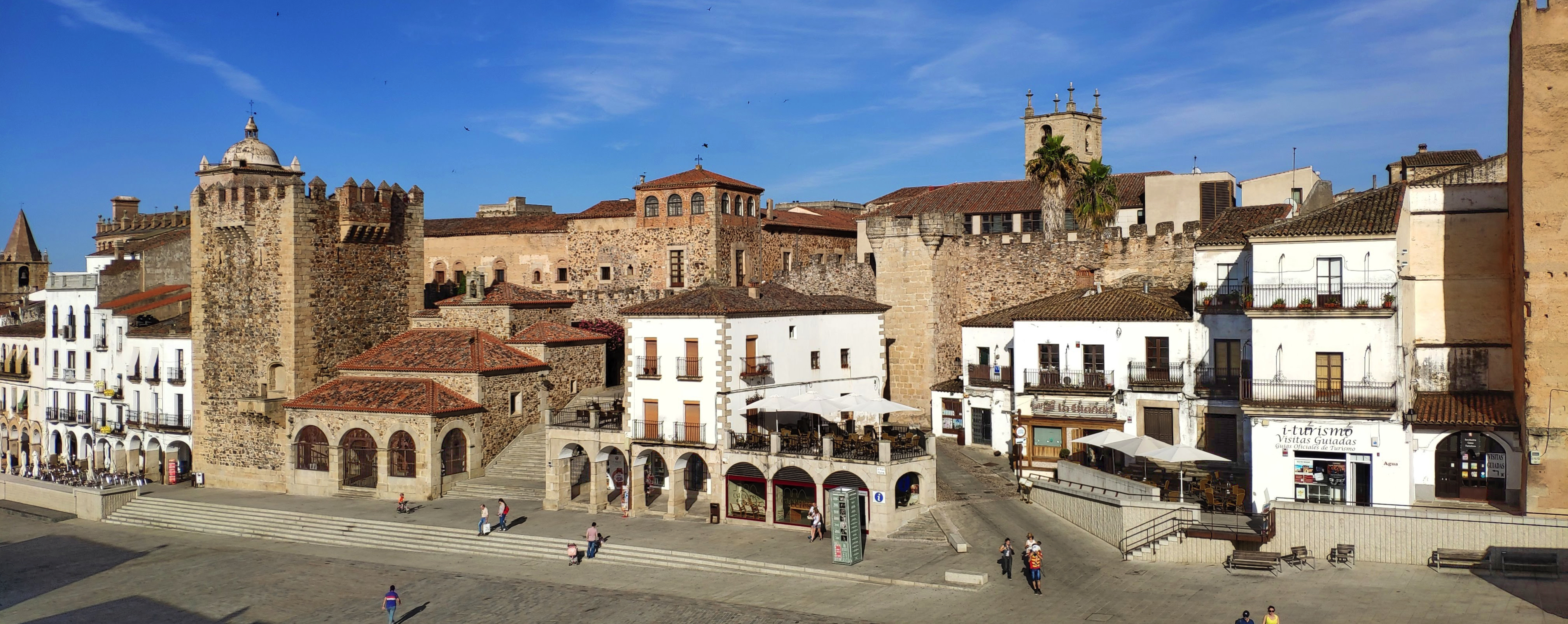
Casco viejo
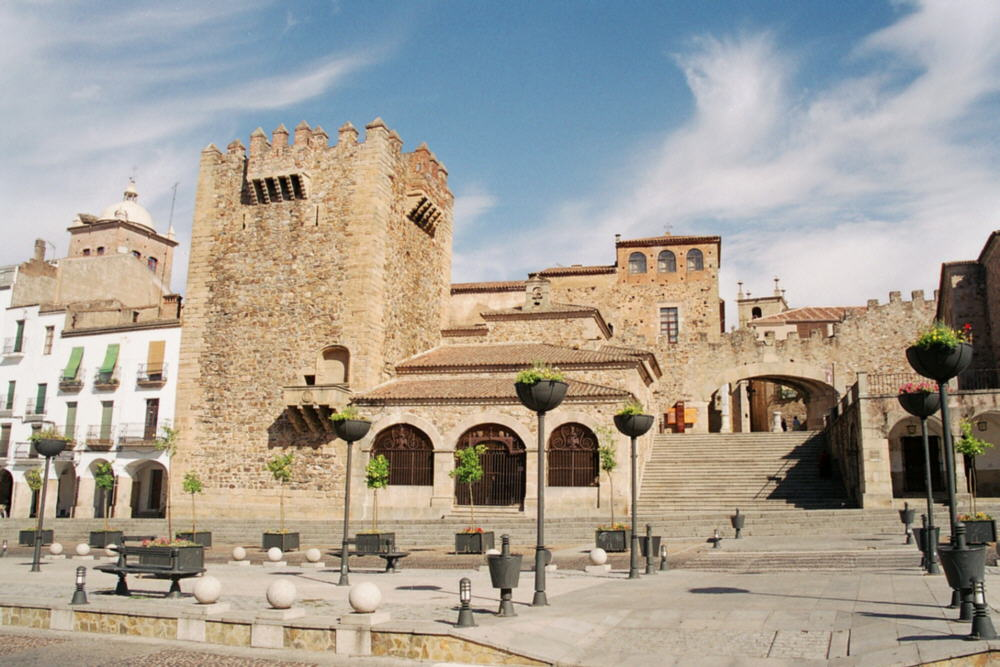
Plaza Mayor
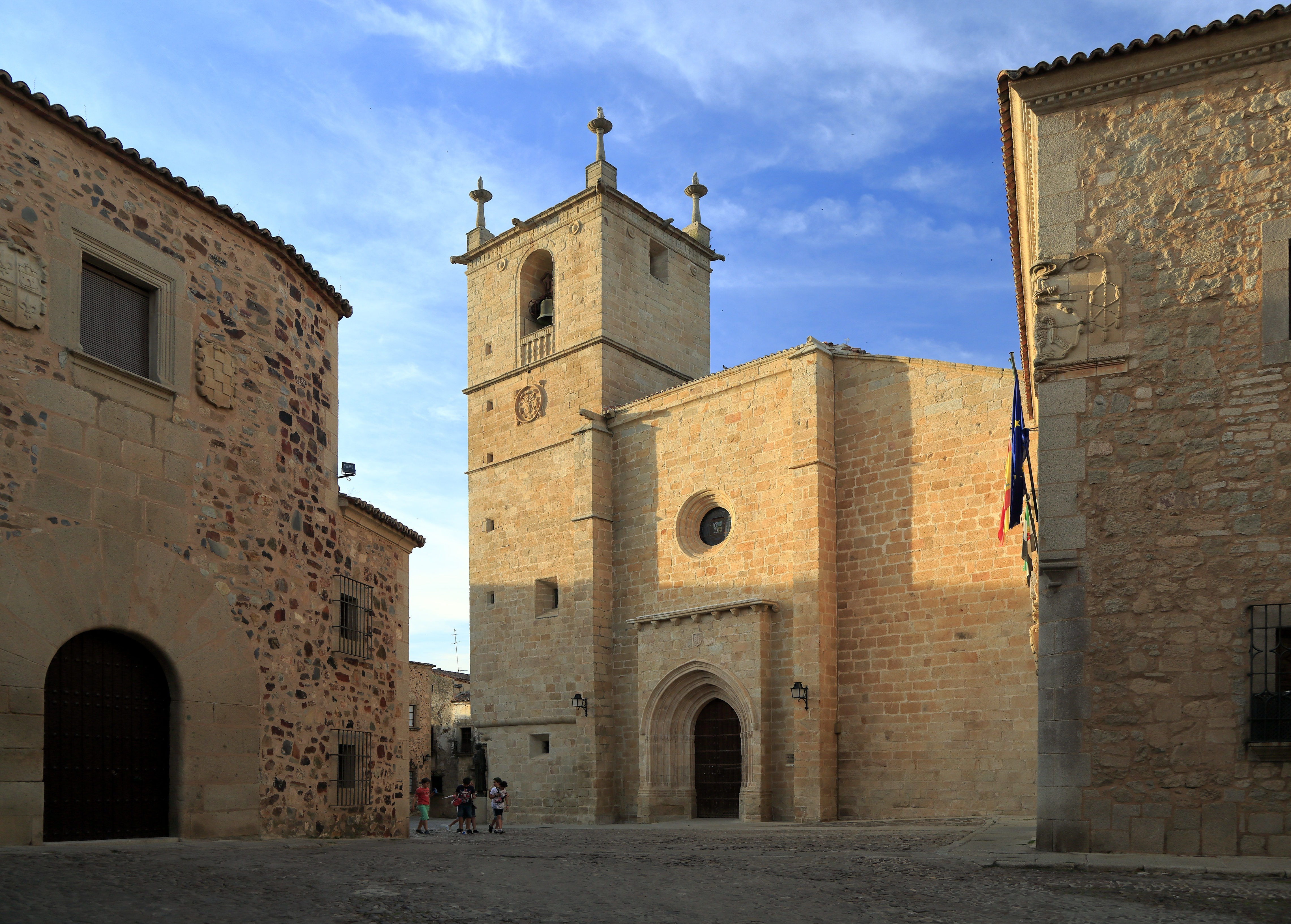
Kirche Santa María
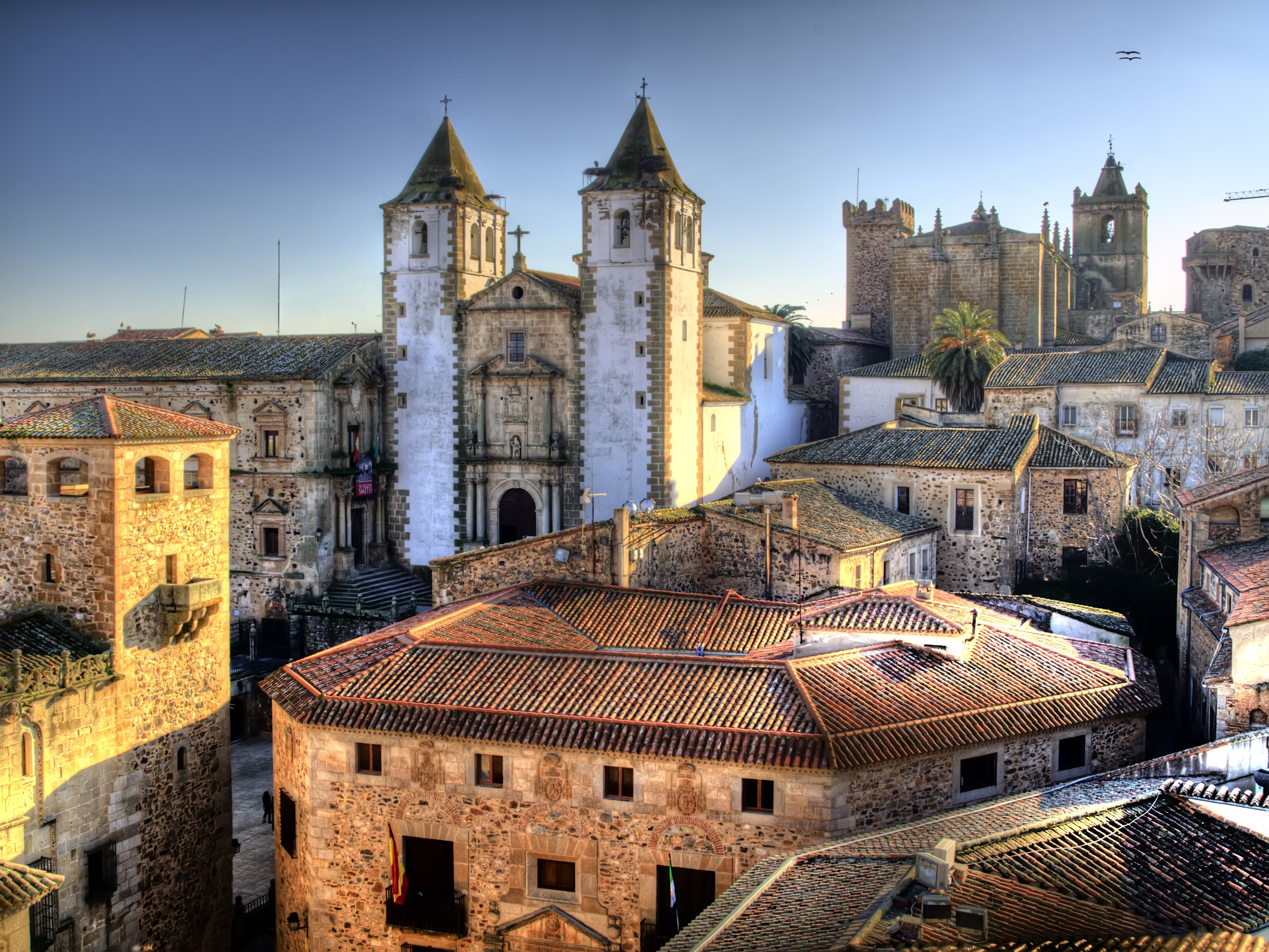
Kirche San Francisco Javier
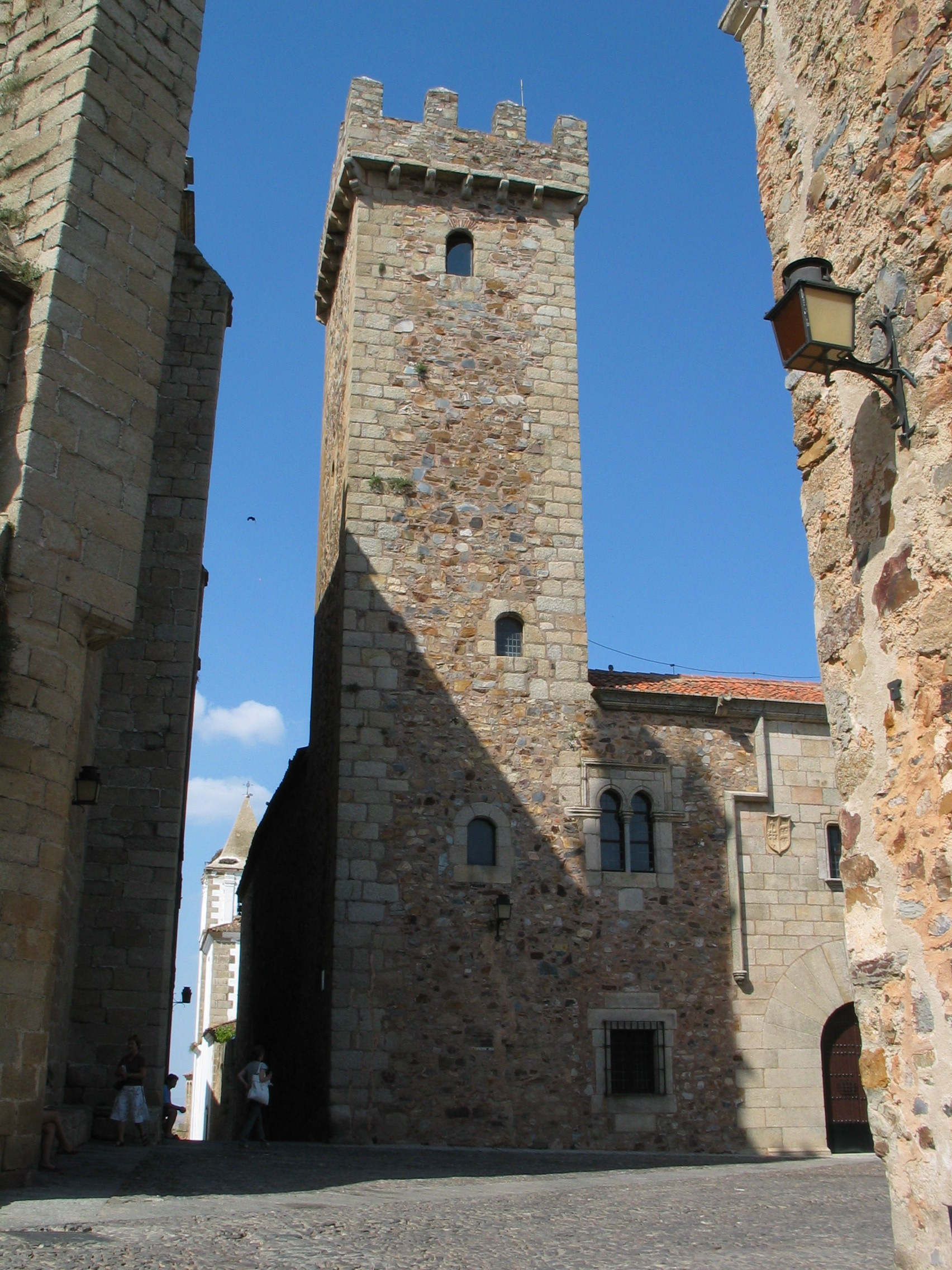
Turm des Palacio de las Cigüeñas

### Regelmäßige Veranstaltungen

#### Musik
- Das Festival der Organisation WOMAD (World Of Music, Arts & Dance) im Mai wurde 1982 von Peter Gabriel begründet und findet seit 1992 auch in Cáceres statt.[14]
- Im Juni findet das Rockmusik-Festival del Oeste statt.[15]
- Beim Festival Internacional de Música Negra Ciudad de Cáceres im Juli werden Soul, Funk und Blues und verwandte Musikformen dargeboten.[15]
- Ebenfalls im Juli findet das internationale Festival Folclórico Internacional de los Pueblos del Mundo statt.[15]
- Aldea de la Amex ist ein Festival der Kultur der spanischen Roma in Musik und Kunst. Es findet im September im Viertel Aldea Moret statt.[15]
- Beim Festival de Música Antigua Iberoamericana wird in den Kirchen und auf den Plätzen der Stadt alte lateinamerikanische Musik dargeboten.[15]
- Cáceres Irish Flead im November ist ein Festival der traditionellen irischen und keltischen Musik mit Veranstaltungen in Pubs und Theatern.[15]
- Seit 1975 findet alljährlich gegen Ende des Jahres das Festival Flamenco de Cáceres statt, eines der ältesten Flamenco-Festivals in Spanien.[16] Im Jahr 2020 waren durch die COVID-19-Pandemie die Reisemöglichkeiten stark eingeschränkt, so dass man sich überwiegend auf regionale Künstler beschränken musste.[17]

#### Theater und Kino
- Festival de Cine Español de Cáceres im Mai.[18]
- Festival de Teatro Clásico de Cáceres im Juni.[19]

### Bildung
Die Stadt ist einer der Hauptstandorte der seit 1973 existierenden Universidad de Extremadura, der Campus liegt etwas außerhalb des eigentlichen Stadtgebietes.

## Söhne und Töchter der Stadt
- Francisco José de Ovando (1693–1755), Politiker
- Álvaro Gómez Becerra (1771–1855), Politiker
- Joan Chamorro (* 1962), Jazzmusiker
- Ada Salas (* 1965), Dichterin
- Manolo (* 1965), Fußballspieler
- Carlos Simón Vázquez (* 1965), katholischer Geistlicher
- César Sánchez (* 1971), Fußballspieler
- Fernando Morientes (* 1976), Fußballspieler
- José Antonio Pecharroman (* 1978), Radrennfahrer
- Alberto Ginés López (* 2002), Sportkletterer und Olympiasieger